# 24 ноября
24 ноября — 328-й день года (329-й в високосные годы) по григорианскому календарю.
До конца года остаётся 37 дней.
До 15 октября 1582 года — 24 ноября по юлианскому календарю, с 15 октября 1582 года — 24 ноября по григорианскому календарю.
В XX и XXI веках соответствует 11 ноября по юлианскому календарю.

## Праздники и памятные дни

### Национальные
- Россия — День моржа[2]
- Таджикистан — День Государственного флага Таджикистана
- США — День друзей (в день рождения Карнеги)
- Турция — День учителя[3]

### Религиозные
Православие
 — Память мученика Виктора и мученицы Стефаниды (II век);
 — память великомученика Мины (304 год);
 — память мученика Викентия (304 год);
 — память преподобного Феодора Студита, исповедника (826 год);
 — память мученика Стефана Дечанского (около 1336 года) (Серб.);
 — память блаженного Максима, Христа ради юродивого, Московского чудотворца (1434 год);
 — память преподобного Мартирия Зеленецкого (XVII век);
 — память священномученика Евгения Васильева, пресвитера (1937 год).

## События

### До XIX века
- 1642 — голландец Абель Тасман открывает остров у берегов Австралии, названный его именем.

### XIX век
- 1859 — Чарльз Дарвин публикует свою книгу «Происхождение видов путём естественного отбора или сохранение благоприятствуемых пород в борьбе за жизнь». Первое издание книги расходится за один день.
- 1861 — официальное учреждение в России Совета министров.
- 1863 — начало битвы при Чаттануге (по 25 ноября) в ходе Гражданской войны в США.

### XX век
- 1905 — начало Севастопольского восстания моряков во главе с лейтенантом Петром Петровичем Шмидтом.
- 1910 — открылась Севастопольская офицерская школа авиации.
- 1927 — официальное открытие Московской оперетты.
- 1937 — в Ленинграде был совершён расстрел востоковедов[6].
- 1947 — Был совершён первый полёт истребителя F9F.
- 1956 — Постановление ЦК КПСС о восстановлении национальных автономий калмыков, карачаевцев, балкарцев, чеченцев и ингушей.
- 1961 — Декларация Генеральной Ассамблеи ООН о запрете применения ядерного оружия.
- 1963 — при перевозке в другую тюрьму получил смертельное ранение Ли Харви Освальд, единственный подозреваемый в убийстве президента США Джона Кеннеди.
- 1966 — под Братиславой разбился самолёт Ил-18 болгарской компании ТАБСО, погибли 82 человека — крупнейшая авиакатастрофа на территории Словакии.
- 1969 — США и СССР ратифицировали Договор о нераспространении ядерного оружия.
- 1971 — Ди Би Купер захватил самолёт Boeing 727 компании Northwest Airlines.
- 1992 — вблизи Гуйлиня потерпел крушение самолёт Boeing 737-3Y0 компании China Southern Airlines, погиб 141 человек. На тот момент это была крупнейшая авиакатастрофа в КНР.

### XXI век
- 2001 — под Цюрихом разбился самолёт Avro RJ100 компании Crossair, погибли 24 человека, 9 выжили.
- 2012 — пожар в Дакке (Бангладеш), более 110 погибших
- 2015
  - Уничтожение российского Су-24 в Сирии истребителем F-16C ВВС Турции. Инцидент вызвал значительное ухудшение российско-турецких отношений.
  - Взрыв автобуса в Тунисе, 13 погибших.
- 2019 — катастрофа Dornier 228 в Гоме (Демократическая Республика Конго), погибли 27 человек.
- 2022 — Криштиану Роналду стал первым в истории футболистом, забивавшим на пяти чемпионатах мира.

## Родились

### До XIX века
- 1394 — Карл I Орлеанский (ум. 1465), французский феодал, политик, воин и поэт.
- 1632 — Бенедикт Спиноза (урожд. Барух Спиноза; ум. 1677), нидерландский философ.
- 1655 — Карл XI (ум. 1697), король Швеции (1660—1697).
- 1713 — Лоренс Стерн (ум. 1768), английский писатель.
- 1730 — Александр Суворов (ум. 1800), российский полководец, генералиссимус.
- 1800 — Иван Амосов (ум. 1878), русский кораблестроитель, инженер-генерал.

### XIX век
- 1806 — Уильям Уэбб Эллис (ум. 1872), англичанин, родоначальник регби.
- 1825 — Маврикий Вольф (ум. 1883), российский книгоиздатель и книготорговец.
- 1826 — Карло Коллоди (ум. 1890), итальянский писатель, автор сказки «Приключения Пиноккио».
- 1838 — Уильям Годфрей Данем Мэсси (ум. 1906), британский военный, участник Крымской войны и Второй англо-афганской войны.
- 1842 — Фёдор Эрисман (ум. 1915), швейцарско-российский врач, один из основоположников научной гигиены.
- 1849 — Фрэнсис Бёрнетт (ум. 1924), английская писательница и драматург.
- 1858 — Мария Башкирцева (ум. 1884), французская художница русского происхождения, автор знаменитого дневника.
- 1864 — Анри де Тулуз-Лотрек (ум. 1901), французский живописец, постимпрессионист.
- 1868 — Скотт Джоплин (ум. 1917), афроамериканский композитор и пианист.
- 1869 — Ошкар Кармона (ум. 1951), португальский военный и политический деятель, маршал Португалии (1947).
- 1872 — Георгий Чичерин (ум. 1936), русский революционер, советский дипломат, нарком иностранных дел (1918—1930).
- 1873 — Юлий Мартов (наст. фамилия Цедербаум, ум. 1923), российский политический деятель, публицист, участник революционного движения.
- 1884 — Мишель де Клерк (ум. 1923), нидерландский архитектор.
- 1885 — Анна Стронг (ум. 1970), американская журналистка и писательница.
- 1887 — Эрих фон Манштейн (ум. 1973), немецкий генерал-фельдмаршал.
- 1888 — Дейл Карнеги (ум. 1955), американский педагог, лектор, писатель.
- 1897 — Чарльз «Лаки» Лучано (ум. 1962), американский гангстер, основатель «Коза-Ностры».

### XX век
- 1903 — Степан Злобин (ум. 1965), русский советский писатель.
- 1905 — Михаил Ромашин (ум. 1964), один из руководителей партизанского движения в годы Великой Отечественной войны, Герой Советского Союза.
- 1913 — Джеральдин Фицджеральд (ум. 2005), американская актриса, одна из членов Американского театрального холла славы.
- 1925 — Симон ван дер Мер (ум. 2011), нидерландский физик, лауреат Нобелевской премии (1984).
- 1926 — Ли Чжэндао (ум. 2024), китайский и американский физик, лауреат Нобелевской премии (1957), самый молодой нобелевский лауреат в научных категориях после Второй мировой войны.
- 1927 — Альфредо Краус (ум. 1999), испанский певец (лирический тенор).
- 1929 — Виктор Коршунов (ум. 2015), актёр театра и кино, театральный режиссёр, народный артист СССР.
- 1932 — Виль Головко (ум. 2015), артист цирка, режиссёр, педагог, народный артист СССР.
- 1934
  - Виктор Сергачёв (ум. 2013), актёр театра и кино, театральный режиссёр, народный артист РСФСР.
  - Альфред Шнитке (ум. 1998), советский и российский композитор и пианист, теоретик музыки.
- 1937 — Отто Пфистер, немецкий футболист и футбольный тренер.
- 1938
  - Николай Браун, российский поэт, переводчик, публицист, общественный деятель.
  - Наталья Крачковская (ум. 2016), советская и российская киноактриса, заслуженная артистка РФ.
  - Оскар Робертсон, американский баскетболист, олимпийский чемпион (1960).
- 1939 — Ёсинобу Миякэ, японский тяжелоатлет, двукратный олимпийский чемпион, многократный чемпион мира, генерал Сил самообороны Японии
- 1940 — Франк Дюваль, немецкий композитор, певец и аранжировщик.
- 1941 — Александр Масляков (ум. 2024), советский и российский телеведущий, режиссёр КВН.
- 1943 — Виктор Сидяк, советский фехтовальщик на саблях, 4-кратный олимпийский чемпион, многократный чемпион мира.
- 1946 — Тед Банди (казнён в 1989), американский серийный убийца.
- 1948
  - Людмила Поргина, советская и российская актриса театра и кино.
  - Спайдер Робинсон, американский писатель-фантаст.
  - Руди Томьянович, американский баскетболист и тренер, дважды приводил «Хьюстон Рокетс» к титулу чемпиона НБА, член Зала славы баскетбола.
- 1952
  - Александр Вешняков, российский государственный деятель, дипломат.
  - Норберт Хауг, немецкий журналист и бизнесмен.
- 1954 — Эмир Кустурица, югославский и сербский кинорежиссёр и актёр, лауреат многих премий.
- 1955 — Клем  Бёрк (ум. 2025), американский барабанщик сооснователь и многолетний член группы Blondie. В 1987 году под псевдонимом Элвис Рамон выступал в Ramones.
- 1958 — Андрей Смоляков, советский и российский актёр театра и кино, народный артист РФ.
- 1960 — Армен Григорян, советский и российский музыкант, автор песен, лидер рок-группы «Крематорий».
- 1963 — Юрий Буданов (убит в 2011), российский военнослужащий, осуждённый за военные преступления в Чечне.
- 1967 — Керстин Кёппен, немецкая спорстменка, двукратная олимпийская чемпионка по академической гребле
- 1968 — Бюлент Коркмаз, турецкий футболист и тренер, призёр чемпионата мира (2002).
- 1971
  - Лола Глодини, американская актриса и кинопродюсер.
  - Кит Примо, канадский хоккеист, чемпион мира (1997).
- 1973 — Елена Ищеева, российская теле- и радиоведущая, журналистка.
- 1975
  - Даниэль Николет, американская телевизионная актриса.
  - Мередит Паттерсон, американская актриса.
- 1978 — Кэтрин Хайгл, американская актриса и продюсер, бывшая модель, лауреат премии «Эмми».
- 1981 — Мадс Расмуссен, датский спортсмен, олимпийский чемпион в академической гребле.
- 1983 — Светлана Светикова, российская актриса и певица.
- 1984 — Мария Хёфль-Риш, немецкая горнолыжница, трёхкратная олимпийская чемпионка, двукратная чемпионка мира.
- 1988 — Дориан ван Рейсселберге, нидерландский яхтсмен-виндсёрфер, двукратный олимпийский чемпион.
- 1989 — Лукаш Градецкий, финский футболист, вратарь.
- 1998 — Джереми Свэйман, американский хоккеист, чемпион мира (2025).

## Скончались

### До XIX века
- 62 — Авл Персий Флакк (р. 34), римский поэт-сатирик.
- 1722 — Иоганн Адам Рейнкен (р. 1623), немецкий органист.

### XIX век
- 1801 — Франц Мориц фон Ласси (р. 1725), австрийский военачальник.
- 1817 — Алексей Горчаков (р. 1769), российский военачальник, военный министр в 1812—1815 гг.
- 1855
  - Дмитрий Бегичев (р. 1786), русский писатель и чиновник, тайный советник, сенатор.
  - Хенрика Бейер (р. 1782), немецкая художница, мастер цветочных натюрмортов.
- 1870 — Граф Лотреамон (наст. имя Изидор-Люсьен Дюкасс; р. 1846), французский прозаик и поэт, поздний предтеча символизма и сюрреализма.
- 1877 — Поликарп Гирштовт (р. 1827), российский хирург, издатель, редактор, доктор медицины.
- 1883 — Александр Кошелев (р. 1806), русский публицист и общественный деятель, славянофил.
- 1891 — Константин Леонтьев (р. 1831), русский философ, писатель, врач, дипломат.

### XX век
- 1916 — Хайрем Стивенс Максим (р. 1840), британский изобретатель, создатель знаменитого пулемёта Максима.
- 1920 — Владимир Алекси-Месхишвили (р. 1857), грузинский и российский театральный актёр и режиссёр.
- 1923 — Мишель де Клерк (р. 1884), нидерландский архитектор.
- 1926 — Леонид Красин (р. 1870), российский революционер, советский государственный и партийный деятель.
- 1929 — Жорж Клемансо (р. 1841), французский политик, журналист, премьер-министр Франции (1906—1909 и 1917—1920).
- 1934 — Михаил Грушевский (р. 1866), украинский историк, 1-й председатель Украинской Центральной рады (1917—1918).
- 1937 — расстрелян Николай Олейников (р. 1898), русский советский писатель, поэт, сценарист.
- 1946 — Ласло Мохой-Надь (при рожд. Ласло Вайс; р. 1895), венгерский художник, фотограф, журналист.
- 1954 — Марк Азадовский (р. 1888), русский советский фольклорист, литературовед, этнограф.
- 1957 — Диего Ривера (р. 1886), мексиканский художник и политический деятель.
- 1959
  - Юрий Либединский (р. 1898), русский советский писатель, журналист, военный корреспондент.
  - Степан Эрьзя (наст. фамилия Нефёдов; р. 1876), русский советский художник и скульптор.
- 1960 — Ольга Александровна (р. 1882), великая княгиня, младшая дочь российского императора Александра III.
- 1962 — Форрест Смитсон (р. 1884), американский легкоатлет, олимпийский чемпион.
- 1963 — убит Ли Харви Освальд (р. 1939), единственный официальный подозреваемый в убийстве президента США Дж. Кеннеди.
- 1966 — Николай Печковский (р. 1896), оперный певец (лирико-драматический тенор), народный артист РСФСР.
- 1973 — Николай Камов (р. 1902), советский авиаконструктор, создатель вертолётов серии «Ка».
- 1990 — Доди Смит (р. 1896), английская детская писательница («101 далматинец» и др.), драматург, сценарист.
- 1991
  - Эрик Карр (наст. имя Пол Чарльз Каравелло; р. 1950), американский музыкант, ударник рок-группы «Kiss».
  - Фредди Меркьюри (при рожд. Фаррух Булсара; р. 1946), британский певец, автор песен, вокалист рок-группы «Queen».
- 1996 — Эдисон Денисов (р. 1929), советский и российский композитор, музыковед, народный артист РФ.
- 1999 — Матео Максимов (р. 1917), цыганский писатель, пастор, переводчик Библии на цыганский язык.

### XXI век
- 2001 — в авиакатастрофе погибла Мелани Торнтон (р. 1967), американская певица, солистка группы «La Bouche».
- 2002
  - Михаил Девятаев (р. 1917), советский лётчик-истребитель, Герой Советского Союза.
  - Джон Ролз (р. 1921), американский философ, теоретик социального либерализма.
- 2004 — Артур Хейли (р. 1920), канадский писатель британского происхождения.
- 2005 — Пэт Морита (р. 1932), американский актёр и сценарист японского происхождения.
- 2011 — Имантс Кокарс (р. 1921), латвийский хоровой дирижёр, хормейстер, педагог, народный артист СССР.
- 2014 — Виктор Тихонов (р. 1930), советский хоккеист и хоккейный тренер.
- 2016 — Михаил Юзовский (р. 1940), советский и российский кинорежиссёр и театровед.
- 2019 — Гу Хара (р. 1991), южнокорейская певица и актриса, участница гёрл-группы «Kara».
- 2020 — Мамаду Танджа (р. 1938), нигерийский политический деятель, президент Нигера (1999—2010).

## Приметы
Фёдор Студит.
- Фёдор Студит землю студит[7].
- На Фёдора Студита покойники по земле тоскуют[8].
- Если этот день тёплый, то зима будет тёплая, а если холодный быть и зиме морозной.
- В старину говорили: Фёдоровы ветры голодным волком воют[7].
- Со Студита стужа, что ни день, то хуже[7].
- «Со Студита станет холодно и сердито».
- Коли на Фёдора Студита будет сильный ветер, то зима будет лютой.
- Если на небе высыпало много звёзд, то жди в следующем году добрый урожай грибов да ягод (для пущей уверенности, надо чаю в этот день выпить с сушёной малиной, черникой или земляникой)[9][неавторитетный источник].